# Nunčake
Nunčake (kin.: 雙節棍,双截棍, shuāng jié gùn; 兩節棍,两截棍, liǎng jié gùn; 二節棍,二截棍 gèr jié gùn; jap.: ヌンチャク čuj izgovorⓘ; 梢子棍, shōshikon; kor.: 쌍절곤 (ssang jul gon) su tradicionalno oružje iz seta kobudo oružja, koje se sastoji od dva štapa čiji su krajevi povezani kratkim užetom ili lancem.
U moderno doba, nunčake (Tabak-Tojok) su popularizovali glumac i borilački umetnik Brus Li i Dan Inosanto. Li je čuveno koristio nunčake u nekoliko scena u filmu Fist of Fury iz 1972. godine. Kada je Tadaši Jamašita radio sa Brusom Lijem na filmu Enter the Dragon iz 1973. godine, on je omogući Liju da dalje istražuje upotrebu nunčaka i drugih kobudo disciplina. Nunčake su takođe oružje sa potpisom crtanog lika Mikelanđela u franšizi Teenage Mutant Ninja Turtles.

## Etimologija
Poreklo reči nunčake (ヌンチャク) nije poznato. Drugo ime za ovo oružje je „nūchiku“ (ヌウチク).

## Poreklo
Poreklo nunčaka je nejasno, iako je jedno popularno verovanje da su nunčake prvobitno bile kratako mlatilo jugoistočne Azije. Oružje skoro identično nunčakama zvano tabak-tojok postoji na severu Filipina, koje se koristilo za mlaćenje pirinča ili soje. Alternativne teorije su da su prvobitno razvijene od okinavskog konjskog ugriza (mjuga) ili od drvene kleštalice zvane hjošiki koju je nosila seoska noćna straža, napravljene od dva bloka drveta spojena konopcem. Noćna straža bi udarala drvene blokove jedan u drugi kako bi privukla pažnju ljudi, a zatim ih upozorila na požare i druge opasnosti.
Sugestija da su nunčake i drugo okinavsko oružje razvili i koristili pobunjeni seljaci najverovatnije je romantično preterivanje. Borilačkim veštinama na Okinavi se bavila isključivo aristokratija (kazoku) i „služeći plemići“ (šizoku), ali su bile zabranjene među običnim ljudim (hejmin). Prema kineskom folkloru, nunčake su varijacija dvodelnog štapa.

## Sportske asocijacije
Od 1980-ih, postoje razna međunarodna sportska udruženja koja organiziraju upotrebu nunčaka kao kontaktnog sporta. Sadašnja udruženja obično održavaju „polukontaktne” borbe, gde su teški udarci zabranjeni, za razliku od „kontaktnih” borbi. „Potpuno-nunčaški” mečevi su, s druge strane, bez ograničenja u pogledu težine udaraca i nokaut je dozvoljen.
- Nunčaška federacija američkog stila (engl. American Style Nunchaku Federation, ASNF): Osnovao ju je veliki majstor Mičel Berk 1992. godine i fokusira se na forme turnira i kata.
- Nunčaška associjacija Severne Amerike (engl. North American Nunchaku Association, NANA): Osnovana 2003. godine u Kaliforniji od strane Sensej Kris Peliterija, NANA podučava sve aspekte nunčaka, tradicionalnog i slobodnog stila, jednostrukog i dvostrukog.
- Svetska amaterska nunčaška organizacija (engl. World Amateur Nunchaku Organization, WANO): Ovu organizaciju je osnovao Paskal Veril u Francuskoj 1988.
- Međunarodna federacija nunčaških borbenih veština (fr. Fédération Internationale de Nunchaku de Combat et Artistique, FINCA): Organizaciju je osnovao Rafael Šmic u Francuskoj 1992. godine kao spajanje raspuštenih udruženja WANO i FFNS (fr. Fédération Française de Nunchaku Sportif). Njen trenutni naziv je Fédération Internationale de Nunchaku, Combat complet et Arts martiaux modernes et affinitaires (FINCA).[14] Borba po FINCA pravilima traje dve runde po dva minuta. Nema potrebe za promenom grane nunčaka, niti ruku pre udarca, samo ispravan oporavak. Tokom borbe nema zaustavljanja, osim gubitka, podizanja ili penala.
- Svetsko udruženje nunčaka (engl. World Nunchaku Association, WNA): Ovu organizaciju je osnovao Milko Lambreht u Holandiji 1996. godine.[15] WNA koristi žute i crne plastične nunčake za trening s balansiranom težinom i zaštitna pokrivala za glavu. Imaju sopstveni sistem boja kaiševa, u kojem učesnici dobijaju trake u boji na pojasu, umesto pojaseva u punoj boji. Jedna strana pojasa je žuta, a druga crna, tako da se na takmičenju protivnici mogu razlikovati po vidljivoj strani pojasa. Pravila borbe WNA odgovaraju kumajt pododjeljku nunčaku-do discipline.[16] Reč je o dvominutnoj „borbi na dodir”, u kojoj su tehničke sposobnosti vrlo važne. Nakon svakog postignutog poena borba se prekida i borci vraćaju na početnu poziciju.

## Legalnost
U velikom broju zemalja, posedovanje nunčaka je nelegalno, ili se nunčake definišu kao regulisano oružje. Ove zabrane su uglavnom usledile nakon talasa popularnosti filmova Brusa Lija, kada se verovalo da su nunčake izuzetno opasne. Poznato je da Norveška, Kanada,, Rusija, Poljska, Čile i Španija imaju značajna ograničenja.
U Nemačkoj su nunčake ilegalni od aprila 2006. godine, kada su proglašene oružjem za davljenje.
U Škotskoj, zakoni koji ograničavaju ofanzivno oružje slični su onima u Engleskoj i Velsu. Međutim, u sudskom slučaju iz 2010. godine, Šerifski sud u Glazgovu odbio je da prihvati tvrdnju odbrane da nunčake nisu izričito zabranjeno oružje prema škotskom zakonu, iako su optuženi oslobođeni po drugim osnovama.
Upotreba nunčakua je tokom 1990-ih bila cenzurisana zbog reemitovanja američkih dečijih TV emisija u Velikoj Britaniji, kao što su crtani filmovi i crtani filmovi o Kornjačama nindžama. Britanska verzija video igrice Soul Blejd je takođe uređena, zamenivši nunčake lika Li Longa sa trodelnim štapom.
Sjedinjene Države se razlikuju na državnom nivou. Kao i drugde, popularnost filmova Brusa Lija 1970-ih dovela je do talasa zabrana nunčaka. Mnoge države zabranjuju nošenje nunčaka u javnosti kao skrivenog oružja, ali mali broj ograničava ili potpuno zabranjuje vlasništvo. Kalifornija je napravila izuzetke za profesionalne škole borilačkih veština i praktičare da koriste nunčake. Država Arizona je od 1970-ih smatrala da su nunčake „zabranjeno oružje“, čime je puko posedovanje zabranjeno, sa jedinim izuzetkom predmeta nalik nunčakama koji su proizvedeni za upotrebu kao uređaji za osvetljenje. Ustavni izazov je bio neuspešan. Legalizovane su 2019. godine. Njujork je ranije zabranjivao svako posedovanje nunčaka, ali je to proglašeno neustavnim u slučaju Maloni protiv Singasa iz 2018. godine.

## Spoljašnje veze
- Francuski sajt o nunčakama, sa lekcijama i filmovima
- American Style Nunchaku Federation has black belts in multiple countries throughout the world.
- World Nunchaku Association English homepage for the World Nunchaku Association, based in the Netherlands.
- International Techdo Nunchaku Association English homepage for the International Techdo Nunchaku Association, based in Switzerland.
- North American Nunchaku Association North American Nunchaku Association.
- Freestyle (Nunchaku) Forum Архивирано на веб-сајту  (3. новембар 2006) English forum for freestyle nunchaku artist, collectors and enthusiast.
- Forbidden Sticks: A Four-Century Blog Tour Архивирано на веб-сајту  (8. јануар 2020)